# Mondschnecken
Als Mondschnecken oder auch Nabelschnecken (Naticidae) bezeichnet man eine Familie ausschließlich mariner Schnecken, deren bisher beschriebene Arten sich fleischfressend ernähren. Sie erbeuten andere Weichtiere, fressen aber auch Aas. Erste Vertreter der Naticiden erscheinen im Fossilbericht bereits in Ablagerungen der Unterkreide.

## Merkmale
Die Gehäuse sind rechtsgewunden und haben eine Adultgröße von etwa 1 bis 12 cm. Die Gehäuseform ist innerhalb der Familie sehr variabel und reicht von ohrförmigen, kugeligen und eiförmigen Formen bis zu konischen Gehäusen. Die Schale kann verhältnismäßig dick sein. Sie kann mit einem kalkigen oder hornigen Operculum verschlossen werden. Der Fuß ist charakteristischerweise extrem groß und schwellbar mit einem großen Propodium. Die Radula ist taeniogloss (Bandradula). Die Vertreter der Familie sind, soweit bekannt, getrenntgeschlechtlich.

## Verbreitung
Mondschnecken sind typische Weichbodenbewohner und kommen von den Tropen bis in die Polargebiete vor. In der Nordsee sind sie unter anderen durch die Halsband-Mondschnecke (Lunatia catena), die Ungefleckte Mondschnecke (Lunatia montagui) und die Glänzende Mondschnecke (Euspira pulchella) vertreten. Im Mittelmeer sehr häufige Arten sind insbesondere die Hebräische Mondschnecke (Natica hebraea), die Tausendpunkt-Mondschnecke (Natica stercusmuscarum) und die Josephines Mondschnecke (Neverita josephinia). Im Indopazifik gibt es sehr viele Arten, von denen unter anderen die Blasen-Mondschnecke (Glossaulax didyma), die Orientalische Mondschnecke (Naticarius orientalis) und die Australische Mondschnecke (Conuber sordidum) zu nennen sind. An der Westküste Nordamerikas lebt die mit bis zu 13 cm Gehäusedurchmesser größte Mondschneckenart, die Lewis-Mondschnecke (Lunatia lewisii).

## Lebensraum und Lebensweise
In der Wassersäule sind die Mondschnecken vom Gezeitenbereich bis in die Tiefsee heimisch. Die größte Tiefe, in der eine Art der Familie gefunden wurde, ist knapp 5000 m. Die Tiere bewegen sich auf dem Sediment vorwärts. Je nach Konsistenz „gleiten“ die Tiere dabei auf dem Sediment oder „durchpflügen“ es. Das Propodium wird nach vorne über den Kopf gelegt. Dabei können die Tiere charakteristische Kriechspuren hinterlassen.
Naticiden sind ausnahmslos Jäger, die sich auf weichbodenbewohnende Weichtiere (Muscheln, Schnecken und Kahnfüßer) spezialisiert haben. Auch eigene Artgenossen werden angegriffen (Kannibalismus). Gelegentlich wird auch Aas angenommen (zum Beispiel tote Fische). Als bisher einzige Art wurde Conuber sordidum dabei beobachtet, auch größere Krebse der Gattung Mictyris (Crustacea) aktiv zu jagen und durch Anbohren zu verspeisen. Dabei verwendet C. sordidus die gleiche Jagdstrategie, wie sie für alle Mondschnecken bekannt ist. Darüber hinaus gibt es Berichte darüber, dass bestimmte Mondschnecken sessile Polychaeten fressen, indem sie ihre Röhren anbohren. Wahrscheinlich handelt es sich um die kleine Mondschneckenart Natica prietoi.
Die Gehäuse werden mechanisch mit Hilfe der Radula und chemisch mittels Ausscheidungen der Bohrdrüse angebohrt. Die konischen Bohrlöcher sind charakteristisch und lassen sich von den Bohrlöchern anderer bohrender Schnecken (Muricidae) und bohrender Kraken (Octopodidae) unterscheiden. Gefressen wird die Beute fast ausschließlich im Sediment; auf der Sedimentoberfläche erbeutete Opfer werden ins Sediment gezogen.

## Fortpflanzung

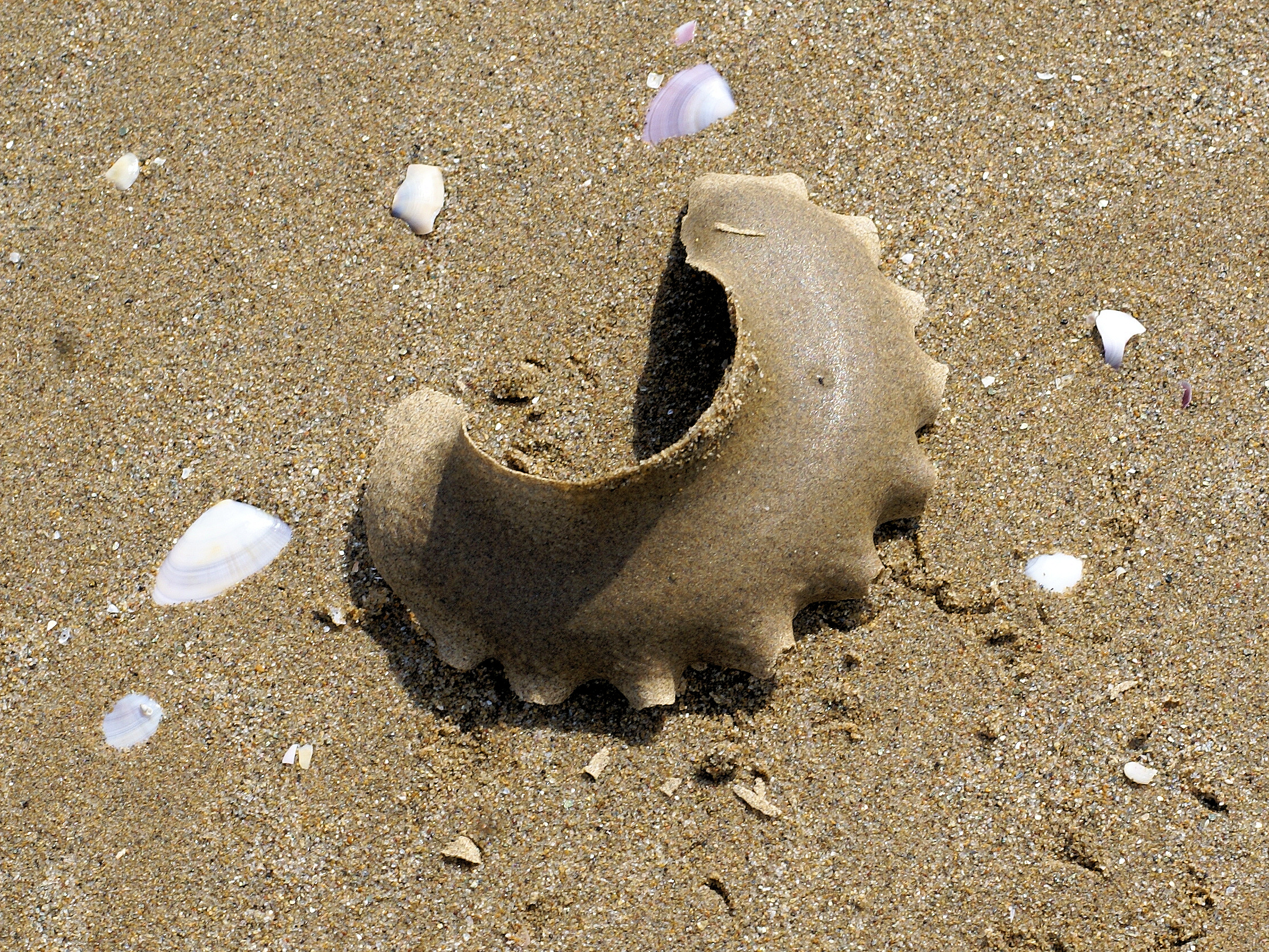
„Sandkragen“-Gelege von Neverita josephinia

Mondschnecken legen ihre Eier in eine Struktur, die sie aus mit gelatinösem Schleim verfestigtem Sand zu einem sogenannten „Sandkragen“ (englisch sand collar) formen. Innerhalb dieser Struktur werden die befruchteten Eier in Reihen angeordnet, wobei jede Eikapsel zwischen 1 und 3 Larven enthalten kann, bei einzelnen Arten bis zu 7 und bei Euspira heros bis über 80. Die fertigen „Sandkragen“ werden schließlich zum Schlüpfen auf dem Meeresboden hinterlassen. Je nach Art schlüpfen aus den Kapseln pelagisch bis zu mehrere Wochen bis zur Metamorphose von Plankton lebende Veliger-Larven (z. B. Glänzende Mondschnecke) oder fertige kleine Schnecken (z. B. Halsband-Mondschnecke). Jungtiere können bereits in den ersten Tagen nach der Metamorphose auf Beutejagd gehen. Es wird vermutet, dass sich die Morphologie der Sandgelege je nach Gattung unterscheidet.

## Systematik
Früher wurde die Familie Mondschnecken zu den Mesogastropoden (Mittelschnecken), einer Ordnung der ebenfalls veralteter Unterklasse Vorderkiemerschnecken (Prosobranchia), gestellt. Aktuell zählen sie zu der von Ponder und Lindberg 1997 aufgestellten Ordnung Sorbeoconcha.
Traditionell wurden die Mondschnecken in vier Unterfamilien unterteilt: Ampullospirinae, Polinicinae, Naticinae und Sininae. Diese Einteilung basierte im Wesentlichen auf morphologischen Merkmalen wie dem Oberflächenmaterial der Opercula (kalkig in Naticinae, hornig in Ampullospirinae, Polinicinae und Sininae) sowie auf Merkmalen des Umbilicus (Nabel), des Protoconch oder der Schalenform.
Die Familie wird nach Bouchet & Rocroi (2005) heute jedoch in folgende Unterfamilien unterteilt:
- Naticinae Guilding, 1834
- Sinninae Woodring, 1928
- Globisininae Powell, 1933

Die Familie Naticidae umfasst zahlreiche Gattungen.
- Acrybia Adams, 1853
- Amauropsis Mörch, 1857
- Bulbus Brown, 1839
- Calinaticina J. Q. Burch & Campbell, 1963
- Conuber Finlay & Marwick, 1937
- Cryptonatica Dall, 1892
- Eunaticina Fischer, 1885
- Euspira Agassiz in Sowerby, 1838
- Falsilunatia Powell, 1951
- Friginatica Hedley, 1916
- Globisinum Marwick, 1924
- Gyrodes Conrad, 1860
- Haliotinella Souverbie, 1875
- Lunatia Gray, 1847
- Mammilla Schuhmacher, 1817
- Natica Scopoli, 1777
- Naticarius Duméril, 1806[12]
- Neverita Risso, 1826[20] – die Gattung beinhaltet die Untergattung Glossaulax Pilsbry, 1929[17][21]
- Proxiuber Powell, 1933
- Polinices Montfort, 1810[22]
- Sinum Röding, 1798
- Sigatica Meyer and Aldrich, 1886
- Spironema Meek, 1864[23]
- Stigmaulax Mörch, 1852
- Tanea Marwick, 1931
- Tasmatica Finlay & Marwick, 1937
- Tectonatica Sacco, 1890
- Uberella Finlay, 1928